# Nealcidion eulophum
Nealcidion eulophum là một loài bọ cánh cứng trong họ Cerambycidae.